# Tyrsted Sogn
Tyrsted Sogn er et sogn i Horsens Provsti (Århus Stift).
I 1800-tallet var Uth Sogn anneks til Tyrsted Sogn. Tyrsted hørte til Hatting Herred, Uth til Bjerre Herred, begge i Vejle Amt. Tyrsted-Uth sognekommune blev ved kommunalreformen i 1970 indlemmet i Horsens Kommune.
I Tyrsted Sogn ligger Tyrsted Kirke.
I sognet findes følgende autoriserede stednavne:
- Bækkelund (bebyggelse)
- Dagnæs (bebyggelse, ejerlav)
- Dallerup (bebyggelse, ejerlav)
- Klokkedal (bebyggelse)
- Tyrsted (bebyggelse, ejerlav)